# Ostroróg
Ostroróg (in tedesco Scharfenort) è un comune urbano-rurale polacco del distretto di Szamotuły, nel voivodato della Grande Polonia.
Ricopre una superficie di 84,99 km² e nel 2006 contava 4 865 abitanti.